# Association négaWatt
L'association négaWatt est une organisation sans but lucratif de promotion et de développement du concept et de la pratique négawatt dans la société française.
Fondée en 2001, l'association appuie sa démarche sur la sobriété énergétique, l’efficacité énergétique et le recours aux énergies renouvelables. Elle publie, tous les cinq ans, un « scénario négaWatt » qui détaille une transition énergétique permettant de se passer de l'énergie nucléaire et presque totalement des énergies fossiles à l'horizon 2050.

## Structures

### Association négaWatt
L'association documente et planifie un modèle de développement énergétique alternatif en France, qui réduise la dépendance aux énergies fossiles et nucléaires d'ici à 2050. Elle cherche, par sa contribution à la réalisation de modèles prospectifs, à réduire les impacts de l'économie humaine sur la biosphère et le climat. Sa démarche vise à préserver un partage équitable des ressources naturelles, à la solidarité et la paix, tout en conservant les standard de qualité de vie et en répondant aux besoins humains et sociaux.
L'association est dirigée par un collège exécutif de 24 experts et praticiens de l’énergie, la « Compagnie des négaWatts »[source secondaire nécessaire].
Elle contribue au débat sur la politique énergétique nationale, comme lors du Grenelle de l'environnement en 2007 ou lors du débat national sur la transition énergétique en 2013.
En 2016, une association négaWatt suisse est fondée, inspirée du modèle français. L'association négaWatt s'intéresse aussi au paysage énergétique européen.
L'association propose en septembre 2022 cinquante mesures de sobriété permettant de réduire rapidement de 10 à 13 % la consommation d'énergie en France,,. Ces propositions ont inspiré le Plan de sobriété énergétique du gouvernement français d'octobre 2022[source insuffisante].

#### Présidences
L'association est présidé par :
- Thierry Salomon (2001 - 2014)[7].
- Christian Couturier (2014[7] - 2022)
- Hélène Gassin (2022[8],[9],[10] - en cours)

### Institut négaWatt
L'institut négaWatt est une entreprise unipersonnelle à responsabilité limitée, œuvrant dans des domaines concurrentiels, « sur le modèle de plusieurs instituts fonctionnant à travers le monde : Öko-Institut en Allemagne, Rocky Mountain Institute aux États-Unis ou l’Institut de l’énergie en Autriche ».

## Scénario négaWatt
Le « scénario négaWatt » est un scénario de transition énergétique sur la période 2020-2050. Il détaille une trajectoire permettant selon l'association de se passer à terme des énergies fossiles et nucléaire :
| Énergie primaire en TWh/an | 2020  | 2020         | 2020                    | 2050  | 2050         | 2050                    |
| -------------------------- | ----- | ------------ | ----------------------- | ----- | ------------ | ----------------------- |
|                            | Total | Dont énergie | Dont matières premières | Total | Dont énergie | Dont matières premières |
| Charbon                    | 75    | 65           | 10                      | 0     | 0            | 0                       |
| Pétrole                    | 843   | 703          | 140                     | 033   | 0            | 33                      |
| Gaz fossile                | 526   | 493          | 33                      | 013   | 0            | 13                      |
| Uranium                    | 1004  | 1004         | 0                       | 0     | 0            | 0                       |
| Déchets                    | 21    | 21           | 0                       | 5     | 5            | 0                       |
| Énergies renouvelables     | 332   | 332          | 0                       | 1010  | 986          | 24                      |
| Total en France            | 2800  | 2618         | 273                     | 1061  | 991          | 70                      |

Le scénario négaWatt est constitué de trois volets qui concernent la France métropolitaine : un volet énergétique (« négaWatt ») ; un volet concernant les matériaux et matières premières (« négaMAT ») ; un volet alimentaire, agricole et sylvicole (« Afterres 2050 »). Il prévoit une réduction de près de deux tiers des besoins en énergie primaire et la montée en puissance progressive des énergies renouvelables pour satisfaire les besoins restants. La réduction de la consommation d'énergie s'appuie sur les nombreux gisements d'économie d'énergie, grâce aux actions de sobriété et d'efficacité énergétiques.[source insuffisante]
Ce scénario a connu plusieurs versions comprenant diverses variantes : la première version date du printemps 2003, a été complétée fin 2005, puis enrichie à partir d'août 2010. Elle a été présentée comme « séisme énergétique » par Le Figaro et « sujet de débat pour la présidentielle » par Les Échos. Sans « retour à la bougie » et sans nucléaire, ce scénario propose une bascule presque totale vers les renouvelables. Il intègre une méthodologie beaucoup plus développée et de nouvelles préoccupations sociales. Selon le quotidien Libération, loin d’être une obsession, la sortie du nucléaire n’est qu’un aspect de ce scénario, qui aborde tous les domaines de la vie selon une grille de lecture énergétique. Cette version a intégré les dernières statistiques disponibles sur la consommation de biens et d'énergie, ainsi que des prospectives démographiques, d'urbanisme et de mobilité (pour la période 2020-2050), accordant une intégration plus poussée des apports de l'écologie industrielle et d'une économie circulaire.
Un quatrième scénario négaWatt est publié le 25 janvier 2017 à Paris. Il confirme la possibilité technique d’une France utilisant 100 % d’énergies renouvelables en 2050, ; un cinquième publié le 26 octobre 2021 se distingue des précédentes par un volet appelé « NégaMat » consacré aux évolutions possibles de consommation et de production de matériaux (acier, béton, cuivre, plastiques, lithium, etc.),,.
Le scénario négaWatt est couplé au scénario Afterres2050, scénario prospectif sur l'utilisation des terres agricoles en France. Le scénario Afterres2050 prend en compte l'évolution des usages alimentaires des Français et des besoins de matériaux biosourcés (bois dans le bâtiment…) et permet d'en déduire les quantités de biomasse (bois, biogaz, agrocarburants) disponibles pour la production d'énergie.
Le cinquième scénario négaWatt a été publié en octobre 2021 (« SnW2022 »). L'automne 2021 a vu également la publication des travaux de prospective énergétique de l'ADEME et de RTE. Si le SnW2022 propose un seul chemin, les travaux de l'Ademe portent sur quatre scénarios et ceux de RTE concernent six scénarios électriques. Les convergences entre les scénarios institutionnels et celui de négaWatt sont nombreuses : 1) importance de la sobriété et de l'efficacité énergétiques (actions sur la demande en énergie) ; 2) nécessité d'une approche sur les besoins en matières premières et en matériaux ; 3) faisabilité technique de scénarios 100 % renouvelables,
La trilogie négaWatt, qui associe sobriété, efficacité et renouvelables, est reprise en 2022 par le GIEC dans son résumé aux décideurs des mesures d'atténuation du changement climatique.

### Conclusions du scénario négaWatt

#### Généralités
Les diagrammes de Sankey du scénario « négaWatt 2022 » autorisent la comparaison entre situation actuelle et celle où le scénario négaWatt souhaite nous emmener en 2050. La conversion d'électricité en gaz assure à la fois la stabilité du réseau électrique — en dépit de l'intermittence des énergies renouvelables — et la complémentarité entre les réseaux électrique et de gaz. Cette conversion passe successivement par l’électrolyse à partir d’énergies renouvelables électriques (principalement éolien et photovoltaïque), qui produit de l’hydrogène, dont la majeure partie est utilisée comme combustible et matière première dans l’industrie, et le reste est transformé en méthane par le biais de la méthanation. La sobriété et l'efficacité énergétique y prennent une grande place. Il est possible de renoncer aux énergies fissiles et fossiles,. Cette évolution entraîne une création nette de centaines de milliers d'emplois.
Le scénario vise aussi à contribuer à l’ensemble des 17 objectifs de développement durable définis par l’ONU d’ici 2050.

#### Bâtiments
Il est prévu de rénover la « quasi-totalité » du parc immobilier existant d'ici à 2050, en donnant la priorité aux logements de type F et G qualifiés de « passoires thermiques » et en rendant systématique la rénovation des maisons individuelles à chaque changement de propriétaire ou de locataire au niveau basse consommation (BBC). L’association négaWatt préconise que l’essentiel des rénovations soit constitué de « rénovations complètes et performantes », dans lesquelles l’ensemble des travaux nécessaires (isolation des murs, du sol et de la toiture, remplacement des menuiseries, mise en place de ventilation double flux, ainsi que changement et adaptation du système de chauffage et de production d’eau chaude sanitaire) soit fait préférentiellement en une seule fois, éventuellement en deux fois. Progressivement, les chauffages à gaz et au fioul sont remplacés par des pompes à chaleur consommant l'électricité beaucoup plus efficacement, en 2050, que ne le faisaient les radiateurs électriques. La proportion de maisons individuelles diminue légèrement. Toujours dans l'habitat, l'énergie grise des bâtiments existants est si élevée que l'association préconise une réorientation de la politique qui consiste à démolir puis reconstruire les bâtiments mal isolés thermiquement, vers une autre politique plus centrée sur la rénovation thermique des bâtiments existants[source insuffisante].

#### Mobilité
En plus d'un fort report modal vers le vélo et le ferroviaire, le parc automobile prévu en 2050 est en majorité (67 %) électrique, et comporte 37 % de véhicules hybrides rechargeables électrique-GNV et à 3 % de véhicules à hydrogène. Les poids lourds sont pour 74 % au gaz renouvelable, pour 14 % à l'hydrogène et pour 12 % à l'électricité.

#### Énergie grise
L'énergie grise liée au numérique s'élevait, en 2015, à 3,5 TWh/an en matière de réseaux et à 10,0 TWh/an pour les centres de données (la moitié pour les serveurs à proprement parler soit 5 TWh/an, et la moitié pour les locaux qui les abritent, soit 5 TWh/an, principalement pour la climatisation), chiffres valables en France. La construction des centres de données et la pose des câbles ne sont pas pris en compte. L'association se montre optimiste quant à l'évolution de la consommation d'énergie de ces postes, eu égard aux progrès techniques.
La France importe de grandes quantités d'énergie grise, en particulier de Chine et d'Allemagne, et qui ne rentrent pas dans les statistiques françaises. Cela pose le problème du périmètre de l'industrie : l'énergie grise des produits fabriqués à l'étranger n'est pas prise en compte dans les statistiques nationales (à l'instar des soutes internationales), mais l'empreinte des citoyens français intègre les effets des produits consommés sur le sol national et fabriqués hors du territoire national. Compte tenu de la difficulté politique du sujet, l'association négaWatt fait l'hypothèse d'une production industrielle à périmètre constant, c'est-à-dire sans relocalisation et sans davantage de délocalisation, non plus. Elle prévoit  une durée légale de garantie des équipements électroniques allongée.
Dans le scénario pour 2050, la production d'électricité est assurée à 100 % par les énergies renouvelables : 29 % par l'éolien terrestre, 26 % par l'éolien en mer, 30 % par le solaire photovoltaïque, 10 % par l'hydroélectricité et 4 % par d'autres sources (cogénération, gaz renouvelable, biomasse, déchets). La production éolienne est fournie par 61,3 GW terrestres, 18 GW posés en mer et 20 GW flottant en mer. Les 61,3 GW d'éolien terrestre correspondent à l'installation de 18 500 éoliennes, soit le double du nombre en place en 2022, des machines plus puissantes et plus performantes qu'actuellement. La production photovoltaïque représente 139 GW, soit près de neuf fois la puissance installée en France fin 2022[source insuffisante].

#### Neutralité carbone
Selon l'association, son scénario est le seul qui garantisse en France en 2050 la neutralité carbone du pays.

#### Économie
Afin d'étudier l'impact de la mise en œuvre du scénario « négaWatt 2011 » sur l'économie française, l'association négaWatt s'est entourée de deux centres de recherche pour mener à bien deux études distinctes : l'une sur l’effet net sur l'emploi de la transition énergétique en France, l'autre sur les impacts macroéconomiques du scénario négaWatt.
Le scénario négaWatt montre qu'il est possible de remplacer et le nucléaire et les énergies fossiles par des énergies renouvelables. Selon l'association, le gouvernement ne retient pourtant que les options les moins défavorables au nucléaire.

## Activité

### Bâtiments
L'institut s'associe à Enertech pour concevoir un dispositif innovant, le « Dispositif opérationnel de rénovation énergétique des maisons individuelles » (Doremi) dans la Biovallée dans la Drôme pour rénover des maisons individuelles à moindre coût. Se concentrant d'abord sur les passoires thermiques des années 1970, qui représentent le retour sur investissement le plus important, ils identifient les compétences pour les chantiers de rénovation et incitent à la création de sept groupements d'artisans. La collectivité Biovallée leur finance une formation de trois jours. Le but est d'arriver à un prix de 300 € par mètre carré quand les chantiers actuels varient en général entre 500 et 700 €. Le prix actuel est néanmoins de 400 €. Biovallée souhaite également aider les ménages à monter un dossier de financement.
D'après Vincent Legrand de négaWatt, « Tous les dispositifs publics incitent à mener les travaux par étapes. C’est une erreur, car ils ne permettent pas d’isoler correctement. Au contraire, nous parvenons à sortir durablement les gens de la précarité énergétique, grâce à une division par quatre à huit de la facture de chauffage, les économies réalisées permettant de rembourser les éventuelles mensualités de prêt qui finance les travaux ».
Ainsi Dorémi, qui a obtenu l'agrément « Entreprise solidaire d'utilité sociale », vise le label énergétique Bâtiment de basse consommation (BBC).
Vingt-cinq territoires proposent à leurs ménages une offre de rénovation Dorémi. Le programme Facilaréno, porté par négaWatt en partenariat avec Dorémi, est sélectionné dans le cadre des certificats d'économies d'énergie (CEE) par le ministère de la Transition écologique et solidaire en janvier 2019. Ils visent 250 groupements d'artisans formés sur cinquante territoires en deux ans.

### Lobbying
L'association est inscrite au registre de la Haute autorité pour la transparence de la vie publique et déclare pour l'année 2021 des dépenses de représentation d'intérêts inférieures à 50 000 euros.

## Critiques
Le scénario négaWatt se fonde sur des hypothèses techniques ambitieuses concernant les possibilités de réduction de consommation et la capacité de faire face à la variabilité des énergies fluctuantes,.
Les syndicats CGT et FO disent des scénarios qu'ils sont très contestés par de nombreux autres acteurs tant professionnels que syndicaux.
La mise en œuvre du scénario négaWatt nécessiterait de créer des mécanismes incitatifs politiques et financiers qui le rendront possible[Lesquels ?].
Le scénario de 2011 faisait appel au gaz naturel fossile pour compenser la fermeture des centrales nucléaires tout en ne visant pas un mix énergétique 100 % renouvelable jugé « trop coûteux et complexe ».
Selon le journal La Décroissance, l'association négaWatt préconise de diviser par quatre la consommation d'énergie sans abandonner les habitudes de confort, c'est-à-dire de mode de vie. Toujours selon le journal, l’association négaWatt ne remet pas en cause notre société de consommation[pertinence contestée].
En 2023, l'association se prononce contre l'interdiction des chaudières à gaz, arguant que « la priorité entre toutes, c’est la rénovation performante du parc bâti », sans laquelle « la généralisation des pompes à chaleur aura des effets délétères ».

## Déclinaisons régionales
Plusieurs associations « Virage-énergie » développent aujourd'hui des déclinaisons régionales inspirées du scénario négaWatt France[source secondaire nécessaire] en Nord-Pas-de-Calais, Pays de la Loire, Île-de-France et Aquitaine. L’association négaWatt a travaillé en 2019 avec les régions Bourgogne-Franche-Comté, Centre-Val de Loire, Grand Est et Nouvelle-Aquitaine au développement d’un cadre harmonisé des questions quantitatives telles que les unités des indicateurs, les hypothèses et méthodes de modélisation utilisée dans les schémas régionaux d'aménagement, de développement durable et d'égalité des territoires.
L'Institut négaWatt, filiale de l'association dédiée à la mise en œuvre de la transition énergétique, a travaillé en 2011-2012 à la régionalisation du scénario négaWatt en région Provence-Alpes-Côte d’Azur, puis en 2016 pour la région Centre-Val de Loire, et enfin en 2019 pour la région Bourgogne-Franche-Comté.